# Daniel K. Inouye International Airport

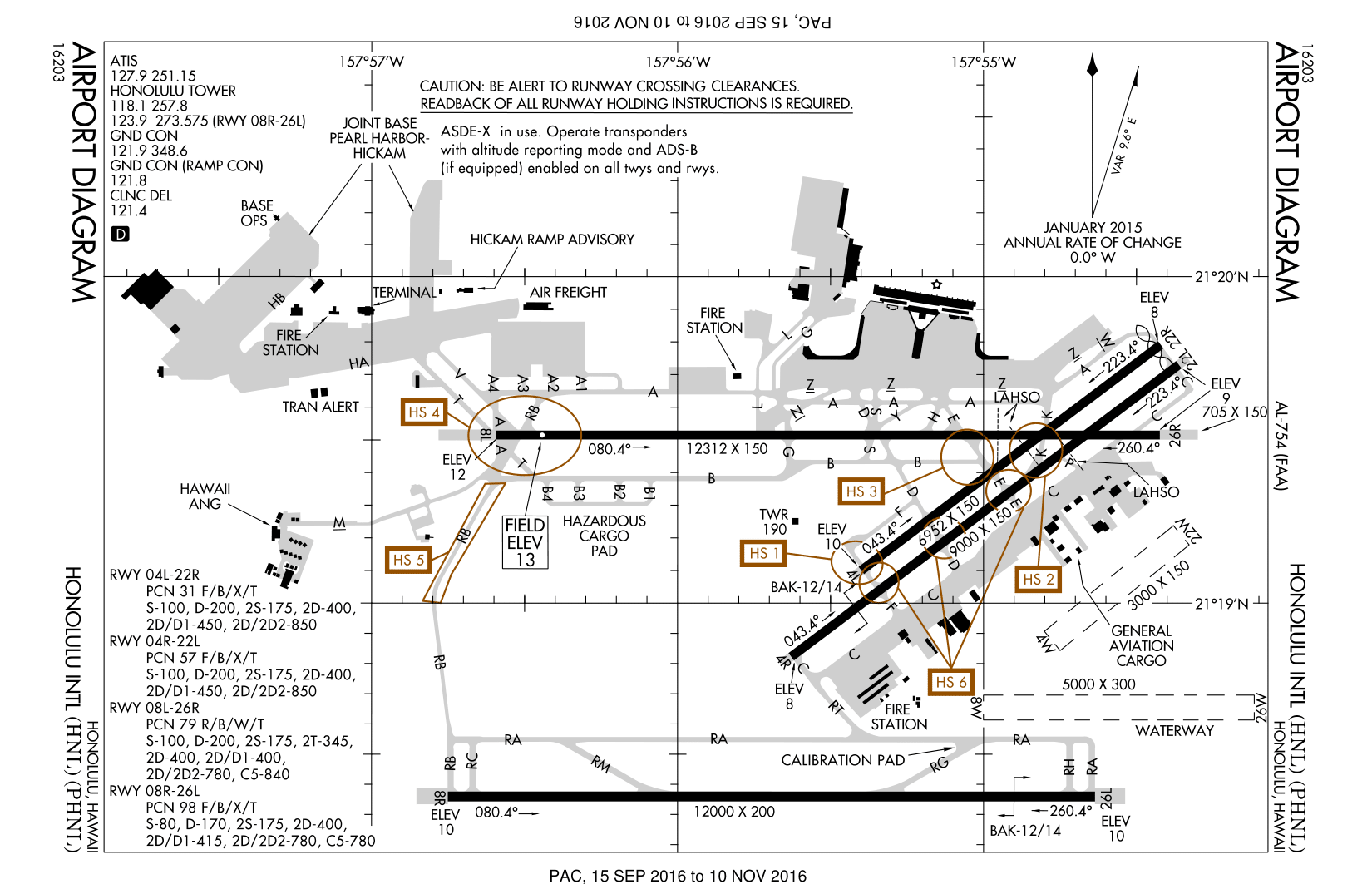
Flygplatsdiagram

Daniel K. Inouye International Airport (IATA: HNL, ICAO: PHNL, FAA LID: HNL), är en flygplats på Oahu, Hawaii utanför USA:s Stilla Havs-kust. Honolulu International Airport är Hawaiis största flygplats och används som en hub/knutpunkt för flygtrafiken mellan öarna. Flygplatsen trafikeras från såväl amerikanska fastlandet som Japan och Australien. Honolulu International Airport är operativ bas för flygbolagen Hawaiian Airlines, Aloha Airlines och Island Air. Flygplatsen delar även rullbanor med Hickam Air Force Base.

## Historia
Flygplatsen öppnade i mars 1927 under namnet John Rogers Airport. Flygplatsen var den första riktiga på Oahu. Tidigare hade flygplan landat på ön, men bara på fält och andra platta ytor. Efter attacken mot Pearl Harbor så tog militären över flygplatsen och all civil flygtrafik stoppades. Flygplatsen bytte då namn till Naval Air Station Honolulu. 1946 lämnades flygplatsen tillbaks för civil flygtrafik. År 1947 bytte flygplatsen namn till Honolulu Airport och 1951 till Honolulu International Airport. 2017 bytte flygplatsen namn ännu en gång, denna gång till Daniel K. Inouye International Airport.

## Olyckor
- En bomb exploderade ombord Pan Am Flight 830 vid förberedelserna för landning på Honolulu International Airport från Tokyo den 11 augusti 1982. En dödades och 15 skadades. Planet tog ingen större skada och kunde göra en säker nödlandning på Honolulu Airport.

- Aloha Airlines Flight 243 var på väg mellan Hilo och Honolulu på Hawaii den 28 april 1988 med 90 passagerare, när taket i kabinen slets bort. Taket över första klass flög iväg. En flygvärdinna flög ut när taket lossnade men otroligt nog lyckades planet nödlanda på Kahului flygplats på Maui med bara ett dödsoffer. Flygplanet var en Boeing 737.